# Incarnate - Non potrai nasconderti
Incarnate - Non potrai nasconderti (Incarnate) è un film del 2016 diretto da Brad Peyton.
Thriller-horror statunitense distribuito in Italia nel febbraio 2017.

## Trama
In un locale notturno il dottor Seth Ember si avvicina ad un uomo di mezza età chiamato Henry e gli chiede che ora sia. Il dottor Ember rivela che il tempo non è avanzato e non avanza e gli dà un dono che gli era stato dato dal suo socio in uno studio legale. Henry si rende conto improvvisamente che sta sognando e Ember rivela che la donna con cui Henry è stato è un demone che ha posseduto il suo corpo. Il dottor Ember e Henry sono immediatamente attaccati da due bouncers, ma riusciranno a fuggire e con l'aiuto di Henry tornare alla realtà e liberarlo dal demone che lo possiede. Nel mondo veglia si scopre che il dottor Ember è in realtà su una sedia a rotelle e ora ha un bruciore sul polso da dove il demone lo ha afferrato nel mondo dei sogni. L'assistente del dottor Ember, Oliver, avverte che i demoni hanno cominciato ad adattarsi agli sforzi del dottor Ember e che presto non potrà sfuggire alla realtà.
Il dottor Ember viene avvicinato da Camilla, un rappresentante del Vaticano, che chiede al dottor Ember di esorcizzare un ragazzo chiamato Cameron Sparrow. L'uomo rifiuta di affermare che i suoi metodi sono esorcismi ma Camilla rivela che crede che il demone sia quello che il dottor Ember conosce come Maggie. L'uomo le chiede di andarsene, ma in seguito fa visita a un prete chiamato Felix per interrogarsi se il demone possa effettivamente essere Maggie. Felix offre a Ember una fiala di sangue da un uomo posseduto che, quando iniettato, permetterebbe ad Ember circa 10 secondi di lucidità - sufficiente tempo per suicidarsi, ma Ember si rifiuta di prenderlo.
Il dottor Ember si reca all'appartamento del ragazzo con Camilla e incontra la madre di Cameron, Lindsay. La madre del ragazzo inizialmente si rifiuta di sottomettersi ad un esorcismo, ma il dottor Ember spiega che egli non esorcizza i demoni ma li espone entrando nel subconscio del loro ospite per far capire che stanno sognando. L'uomo spiega inoltre che i demoni non hanno il potere di controllare veramente quelli che possiedono bensì li conducono in sogni confortanti in modo da non essere consapevoli mentre il demone usa il loro corpo. Il dottor Ember visita il possesso di Cameron e conferma che è posseduto da Maggie e che il demone lo riconosce. Più tardi quella notte il dottor Ember riflette sulla morte della moglie e del figlio.
Il dottor Ember, Oliver, e il terzo membro della loro squadra, Riley, si preparano per lo sfratto. Riley spiega a Lindsay che le loro apparecchiature controlleranno le frequenze cerebrali di Cameron e del dottor Ember e che, entrando in uno stato vicino alla morte, il dottor Ember sarà in grado di sincronizzare le sue frequenze cerebrali con Cameron e di entrare nel suo subconscio. Tuttavia, in questo stato il dottor Ember ha solo circa otto minuti prima che il suo cuore possa cedere. Riley spiega ulteriormente che il tempo in un subconscio della persona posseduta è bloccato al momento in cui viene posseduta. Il dottor Ember entra nel sogno di Cameron e lo vede con suo padre, Dan, in un parco, ma improvvisamente comincia a sanguinare deve essere estratto dal sogno.
Dopo aver assistito a Cameron con il padre nel sogno, il dottor Ember chiede che Dan sia presente per aiutare a scacciare il demone. Lindsay rifiuta, spiegando che la coppia si è separata dopo che Dan spezzò il braccio di Cameron in una rabbia ubriaca, ma lei si impegna a dire loro dove trovare Dan quando Ember insiste sul fatto che il padre di Cameron possa essere l'unico modo per salvarlo. La presenza di Dan sembra inizialmente aiutare, ma Maggie si riafferma all'interno di Cameron. Nella lotta Ember si rivolge a Maggie per liberare Dan in quanto egli è quello che Maggie vuole veramente. Maggie accetta di liberare Dan ma quest’ultimo muore a causa delle sue ferite. Lindsay, allarmata, chiede di conoscere la storia del dottor Ember con il demone e i suoi veri motivi riguardanti Cameron. Il dottor Ember svela di aver scoperto all'età di 26 anni di avere il potere di eseguire la proiezione astrale e di entrare nei sogni di altre persone, ma lo nascose per vivere una vita normale. Tuttavia questo potere lo aveva fatto un bersaglio per i demoni. Una sera, mentre guida con la moglie e il figlio i tre sono colpiti da un'altra auto guidata da un pilota posseduto. Lo scontro ha lasciato la famiglia di Ember uccisa e lo ha limitato a una sedia a rotelle. Da quel momento è stato a caccia del demone "Maggie" che ha chiamato come la donna che aveva posseduto.
Preparato al peggio il Dr. Ember si reca da Felix per acquisire la fiala del sangue, ma scopre lo sgabello di Felix in disordine. L'uomo prende una fiala di sangue, ma scopre che Felix è stato posseduto. Felix attacca il dottor Ember ma improvvisamente fende la propria gola. Mentre muore Felix colpisce Ember, dicendogli che Maggie vuole consumarlo e dire a Ember deve pregare per una rapida morte. Tornando al sogno di Cameron, Ember lo trova con suo padre. L'uomo comincia a tentare di ragionare con Cameron, e usando un anello che Cameron aveva ricevuto come regalo dal suo vero padre, gli fa capire che è in un'illusione. Ember e Cameron fuggono da Maggie sotto forma di Dan, e Ember aiuta Cameron a scappare prima di lottare con Maggie e apparentemente sconfiggerlo usando il cruccio di suo figlio.